# Rafael Martínez (football)
Pour les articles homonymes, voir Martinez et Rafael Martínez.
Rafael Martínez, né le 12 octobre 2002 à Zamora de Hidalgo au Mexique, est un footballeur mexicain qui joue au poste d'arrière gauche avec l'Atlas FC.

## Carrière

### En sélection nationale
En octobre et novembre 2019, il est sélectionné pour la Coupe du monde des moins de 17 ans au Brésil. Il joue cinq matchs en tant que titulaire au poste d'arrière gauche, dont la finale de la compétition où les Mexicains perdent face au Brésil (1-2).

## Palmarès
Mexique -17 ans
- Championnat de la CONCACAF des moins de 17 ans
  - Vainqueur en 2019.
- coupe du monde des moins de 17 ans
  - Finaliste en 2019.